# Rokytenský rybník
Rokytenský rybník je rybník o rozloze 2,34 ha nalézající se na východním okraji obce Rokytno v okrese Pardubice. Rybník byl založen po roce 1860 a slouží pro chov ryb.

## Galerie

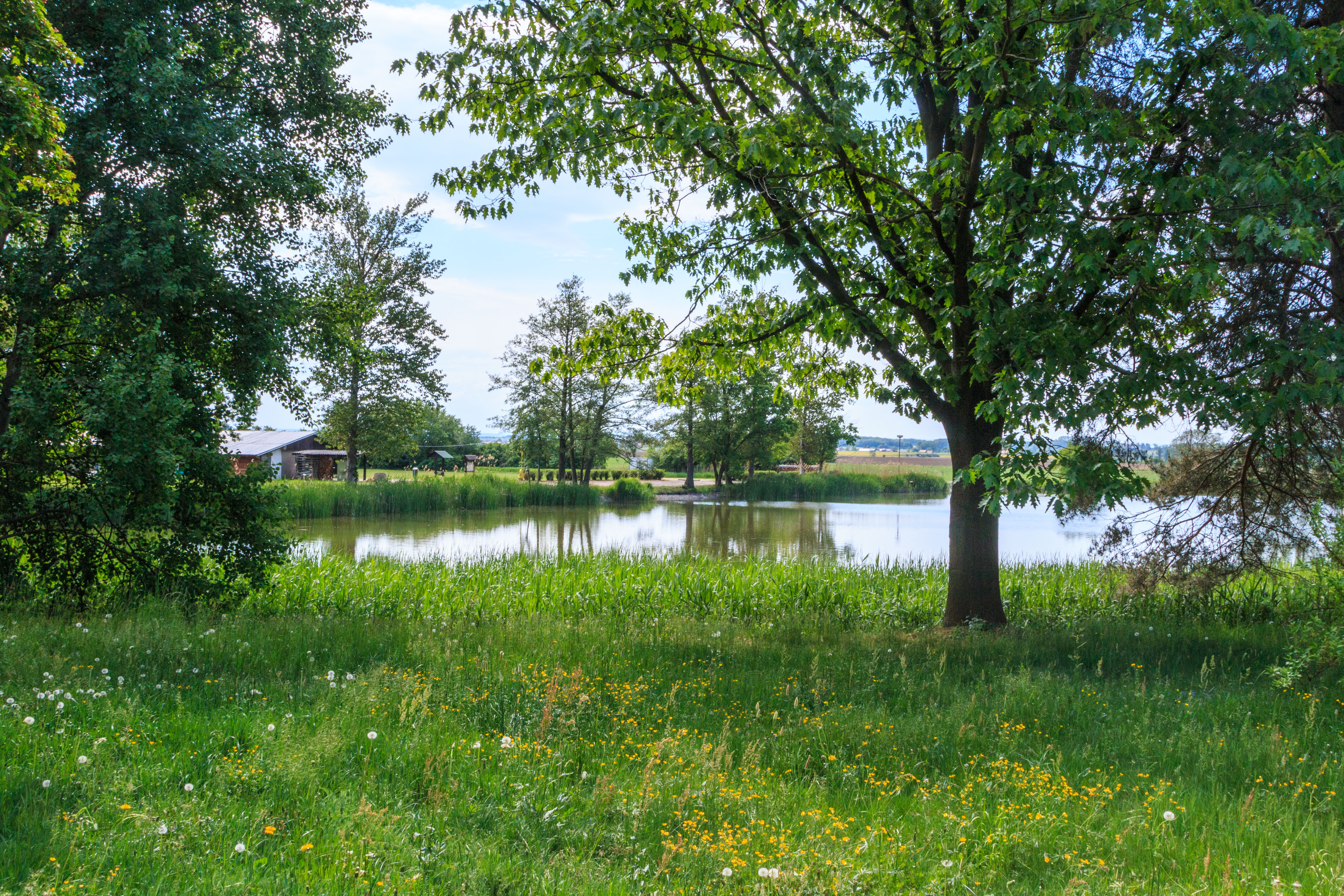
pohled na Rokytenský rybník
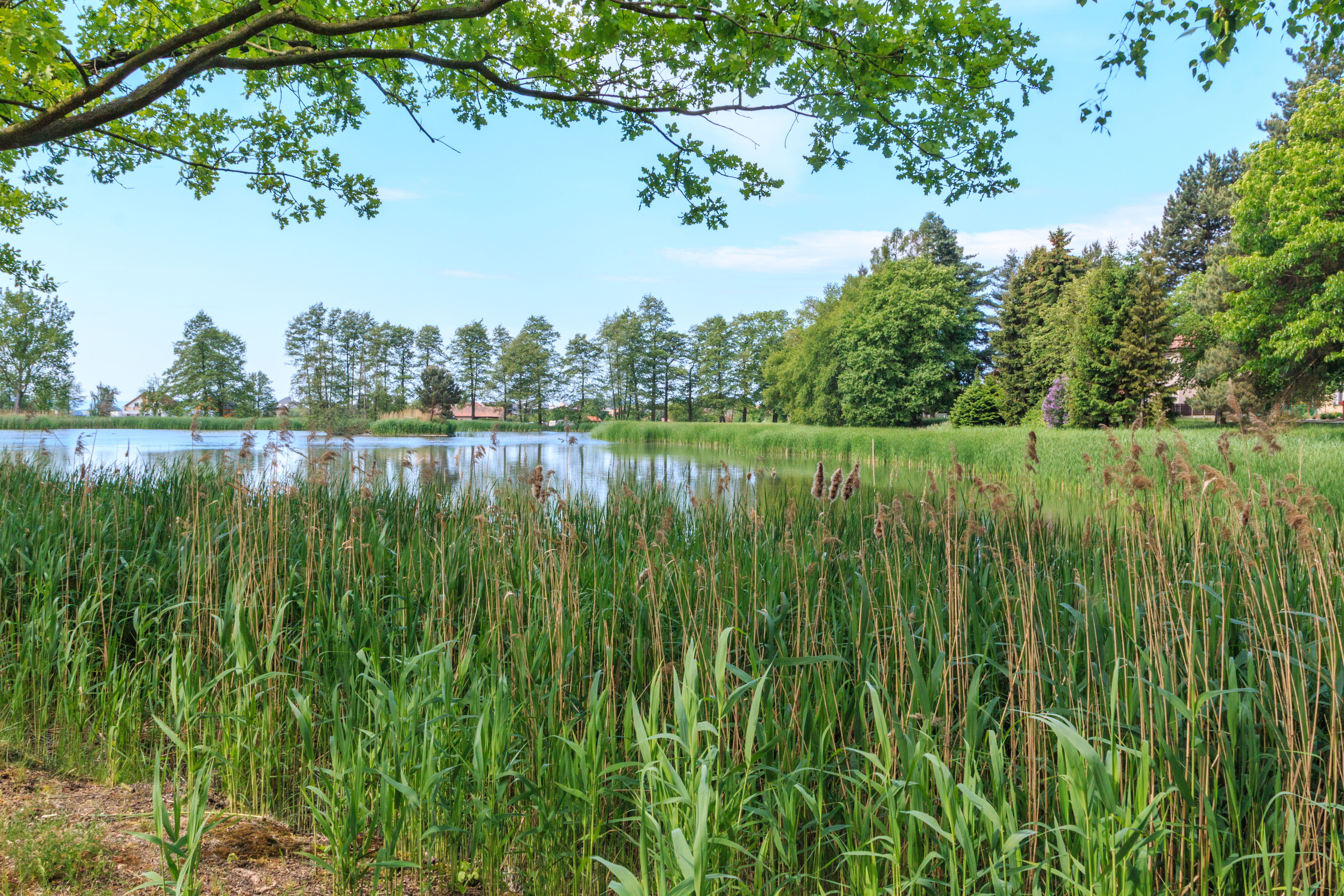
pohled na Rokytenský rybník
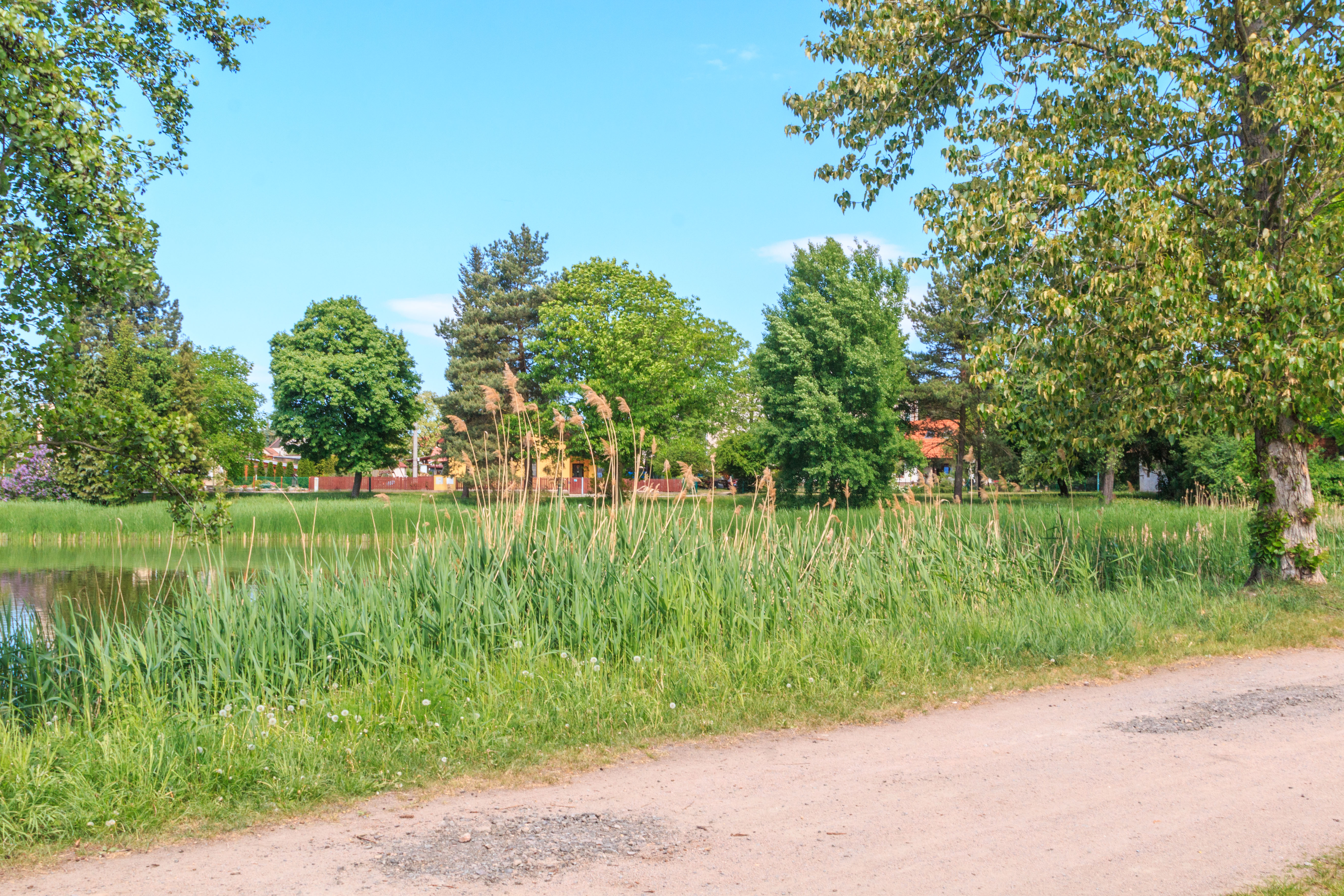
pohled na Rokytenský rybník
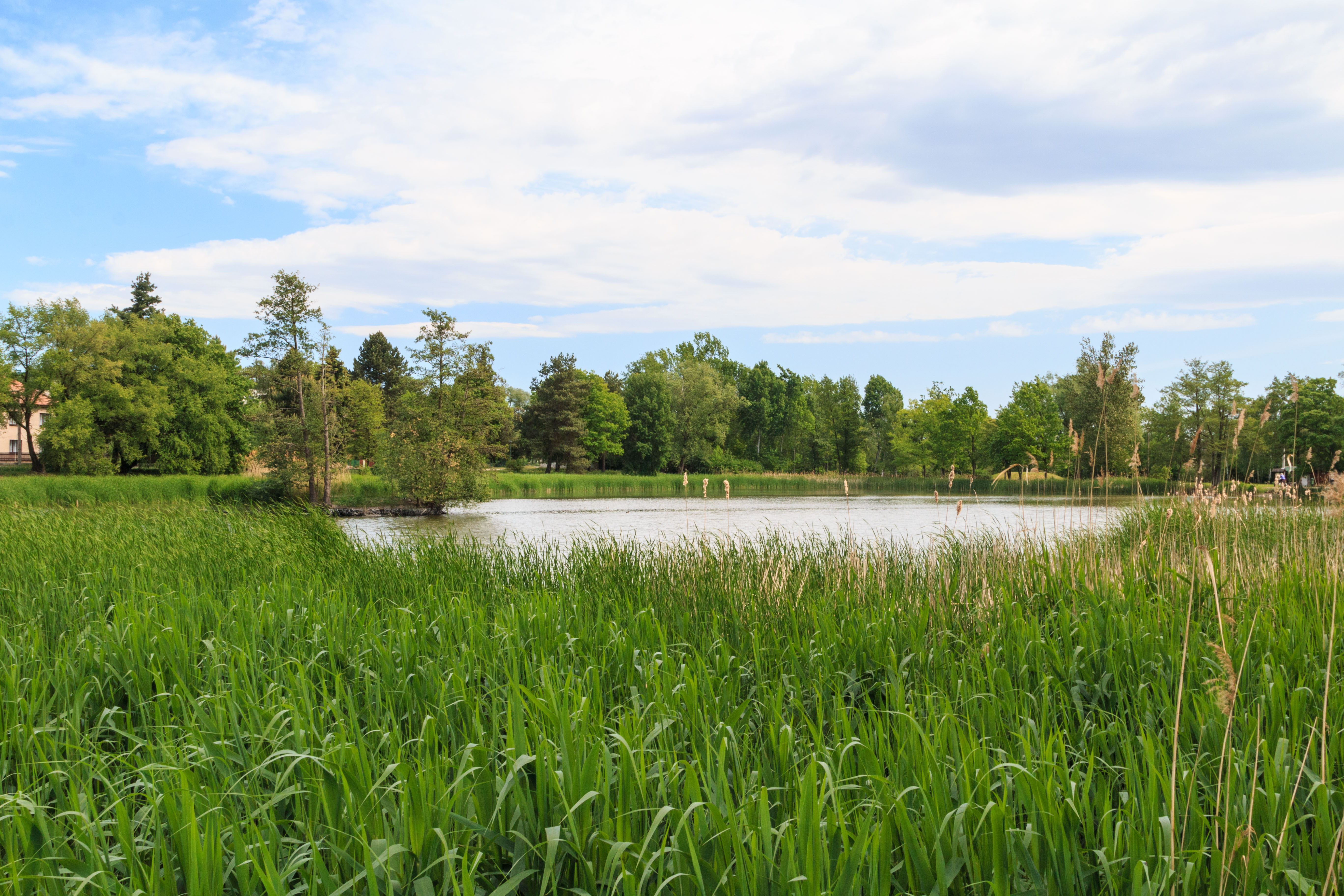
pohled na Rokytenský rybník